# Martin Chittenden

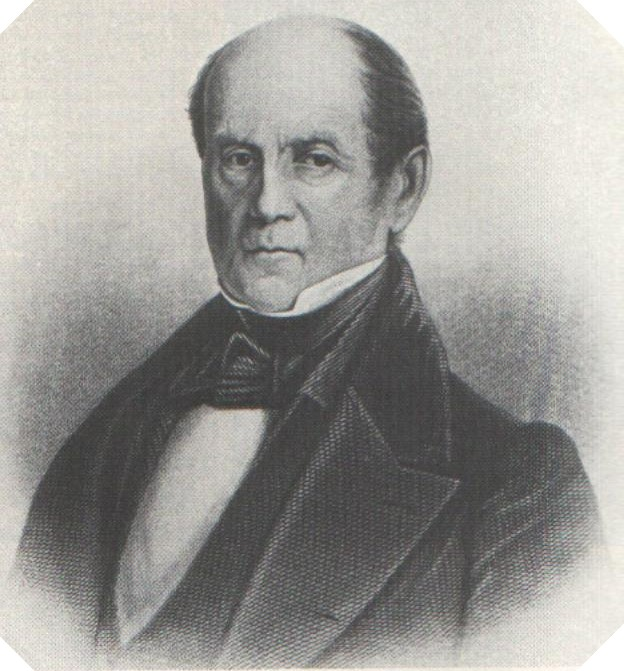
Martin Chittenden

Martin Chittenden, född 12 mars 1763 i Salisbury, Connecticut, död 5 september 1840 i Williston, Vermont, var en amerikansk politiker (federalist). Han representerade Vermonts fjärde distrikt i USA:s representanthus 1803–1813. Han var sedan den sjunde guvernören i delstaten Vermont 1813–1815. Han var son till Thomas Chittenden som var statschef i Republiken Vermont 1778–1789 och 1790–1791 samt den första guvernören i delstaten Vermont 1791–1797.
Martin Chittenden utexaminerades 1789 från Dartmouth College. Han arbetade som jordbrukare och som domare i Chittenden County. Han blev invald i representanthuset i kongressvalet 1802. Han omvaldes fyra gånger.
Chittenden efterträdde 1813 sin svåger Jonas Galusha som guvernör i Vermont. 1812 års krig pågick under Chittendens tid som guvernör och striderna mellan brittiska och amerikanska trupper var hårda i gränstrakterna. Chittenden efterträddes 1815 som guvernör av företrädaren Galusha.
Chittendens grav finns på Old Williston Cemetery i Williston.